# Списак припадника Динарске четничке дивизије
Динарска четничка дивизија је била четничка дивизија која је постојала током Другог светског рата. Добила је име по планини Динари у данашњој Хрватској. Списак бораца који следи није потпун.

## А
- Андрејић, Милица
- Ајдер, Веселко
- Ајдер, Миле
- Ајдер, Никола
- Ајдер, Перо
- Алексић, Момчило
- Амановић, Ковиљка
- Анастасијевић, М.
- Андрић, П.
- Анђелић, Јово
- Арежина, Бошко
- Арежина, Петар — Перо
- Арежина, Стево
- Арнаут, Ђуро
- Асановић, Бошко
- Асановић, Драго
- Ађамовић, Илија

## Б
- Бабић, Војин
- Бабић, Илија
- Бабић, Марко
- Бабић, Михајло
- Бабић, Момчило
- Бабић, Никола
- Бабић, Петар
- Бабић, Стево
- Балабан, Миле
- Балаћ, Дмитар
- Балаћ, Илија
- Балаћ, Милош
- Балаћ, Р. Милош
- Баљак, Марија
- Бањанин, Миле
- Бањац, Петар
- Батица, Илија
- Баћовић, Петар
- Баук, Гојко
- Баук, Душан
- Баук, Лазар
- Баук, Т. Милан — Миме
- Баук, Раде — Радан
- Баук, Ђ. Станко
- Бачко, Стево
- Башић, Стево
- Берић, Никола
- Бијанко, Обрад
- Билбија, Бранко
- Билбија, Душко
- Билбија, Милан
- Билић, Петар
- Бибић, Јаков
- Бјеговић, Никола
- Бјелановић, Младен
- Бјелић, Душан
- Бјелић, Јово
- Блануша, Богдан[2]‍:351
- Блешић, Богдан
- Блешић, Војин
- Блешић, Илија
- Блешић, Никола
- Богдановић, Симо
- Богић, Бранко
- Богић, Миле
- Богуновић, Бранко И.
- Богуновић, Д. Васо
- Богуновић, Војин
- Богуновић, Т. Јандрија
- Богуновић, Т. Јово
- Богуновић, Милан
- Богуновић, Ј. Никола
- Богуновић, И. Петар
- Богуновић, Т. Стеван
- Божанић, Милан
- Божановић, Андрија
- Божић, Милан
- Божовић, Жарко
- Божовић, Јаков
- Бојанић, Обрад
- Бојанић, Светко
- Бојиновић, Стево
- Бокан, Мићо
- Бокан, Никола
- Боровић, Јован
- Брадаш, Дане
- Брадаш, Јово
- Бракус, Бранко
- Бракус, Вељко
- Бракус, Јанко
- Брека, Т. Богдан
- Брека, Н. Илија — Иле
- Брека, Мићо
- Бркић, Цвијо
- Бркљач, Милош
- Бркљач, Никола
- Брујић, Никола М.[2]
- Бубрешко, Петар
- Будимир, М. Богдан
- Будимир, А. Борислав
- Будимир, М. Бранко
- Будимир, Ј. Буде
- Будимир, Ј. Вељко
- Будимир, Ј. Дане
- Будимир, М. Дане
- Будимир, П. Дане
- Будимир, Ђуро
- Будимир, Ј. Ђуро
- Будимир, Н. Ђуро
- Будимир, Јаков — Јашо
- Будимир, П. Јован
- Будимир, Исидор
- Будимир, Милан
- Будимир, Д. Милан
- Будимир, И. Миле
- Будимир, Л. Миле
- Будимир, Н. Миле
- Будимир, Милисав
- Будимир, Милош
- Будимир, Ђ. Пајо
- Будимир, Петар
- Будимир, С. Томо
- Буква, Мишо
- Букуровић, Васо
- Бурсаћ, Ј. Гојко
- Бурсаћ, Давид — Дајкерица
- Бурсаћ, Илија — Илцан
- Бурсаћ, Никола
- Бурсаћ, С. Никола
- Бурсаћ, Л. Саво
- Бурсаћ, Стево
- Бурсаћ, Симо — Миме

## В
- Вајагић, Јован
- Веселиновић,Милош-Зеле Чабре
- Веселиновић, Илија-Чабре
- Веселиновић, Војин-Чабре
- Веселиновић, Љубан-Чабре
- Веселиновић, Стеван
- Веселиновић, Раде-Чабре
- Васић, Васо
- Васић, Душан
- Вебер, Мирко
- Везмар, Ђуро
- Весовић, М.
- Видачић, Милорад
- Видовић, Коста
- Видовић, Милан
- Винчић, Стево
- Висић, Радољуб
- Витас, Богдан
- Вјештица, С. Јован
- Вјештица, П. Никола
- Вјештица, С. Петар
- Вјештица, М. Тодор
- Вођеновић, Вељко
- Воиновић, И. Ђуро
- Војводић, Ј. Илија
- Војводић, Момир
- Војновић, М. Јандрија
- Војновић, Јово
- Војновић, М. Милан — Мићо
- Вранковић, Јован
- Врањковић, Божо
- Врањковић, Бошко
- Врањковић, Јово
- Врањковић, Никола
- Врањеш, Владе
- Врањеш, Петар
- Вујасиновић, Којо
- Вујатовић, Душан
- Вујатовић, Јово
- Вујиновић, Влајко
- Вујичић, Влајко
- Вујичић, Јово
- Вујко, Душан
- Вукадин, Милан
- Вукас, Богдан
- Вукас, Миленко
- Вукелић, Богдан
- Вукмировић, Бранко
- Вукмировић, Милан
- Вукобрат, Илија
- Вуковић, Ђуро
- Вуковић, Илија
- Вуковић, Милан
- Вуковић, Митар
- Вуковић, Стеван
- Вукојчић, Војко
- Вуксановић, Миливоје
- Вукчевић, Раде — Баретина
- Вукчевић, Стојан
- Вулић, Љубо
- Вученић, Александар

## Г
- Галић, Бошко
- Галић, Вито
- Галић, Душан
- Галић, Милојко
- Галић, Милош
- Галић, Мирко
- Галић, Ненад
- Галић, Никола
- Гаћеша, Владе
- Гаћеша, Милорад
- Гаћеша, Никола
- Гашић, Бранко
- Гашић, Дмитар
- Гашић, Илија
- Гашић, Милош
- Гашић, Симо
- Гверо, Дмитар
- Гешовић, Бора
- Гленџа, Божо
- Говоруша, Стево
- Граовац, Божо
- Граовац, Јован
- Граовац, Марко
- Грачанин, Бранко
- Грбић, Душан
- Грбић, Ђуро
- Гркинић, Петар
- Гроздановић, Добривоје
- Гроздановић, Душан
- Грчин, Миле
- Грубиша, Драган
- Грубишић, Ђуро
- Грубишић, Д. Јово
- Грубишић, Јово — Перетин
- Грубишић, Милан
- Грубишић, М. Никола
- Грубишић, М. Петар
- Грубишић, Л. Раде
- Грубнић, Јово
- Грубор, Владе
- Грубор, Гојко
- Грубор, Драган
- Грубор, Милош
- Грубор, С. Милош
- Грубор, Никола
- Грубор, Ј. Пајо
- Грубор, Н. Стеван
- Грујић, Јовица
- Груловић, Душан
- Грцић, Мирко

## Д
- Дабетић, Милутин
- Дамјановић, Давид
- Дамјановић, Јован
- Дамјановић, Коста
- Дамјановић, Милан
- Дамјановић, Миодраг
- Дамјановић, Радојица
- Данило, Винко
- Данилов, Георгије
- Деже, Љубомир
- Дејанац, Жељко
- Декић, П. Јандрија
- Демоња, Петар
- Десница, Илија
- Деура, Бошко
- Деура, Стеван
- Димић, М. Ђуро
- Димић, Исаија
- Димић, П. Милан
- Димић, Никола — Ниџо
- Димић, М. Петар
- Добријевић, Алекса
- Добријевић, Боро
- Добријевић, Војо
- Добријевић, Миленко
- Добријевић, Никодин
- Добријевић, Петар — Периша
- Добријевић Шпиро
- Добрић, Паница
- Добрић, Пешо
- Докмановић, Душан
- Докмановић, Петар — Перо
- Долинић, Марко Маркан
- Долинић, Вујо
- Долинић, Пане
- Драгић, Блажица
- Драгић, Никола
- Драгићевић, Ђ.
- Драгичевић, Божо
- Драгичевић, Сава-Шкеца
- Драгичевић, Ђорђе
- Драгичевић, Лазар
- Драгишић, С. Владе
- Драгишић, Ј. Дане — Црни Даница
- Драгишић, С. Дане
- Драгишић, Дмитар
- Драгишић, Ђ. Драгија
- Драгишић, Д. Душан
- Драгишић, Ј. Душан
- Драгишић, Д. Ђуро
- Драгишић, И. Ђуро
- Драгишић, М. Ђуро
- Драгишић, П. Ђуро
- Драгишић, Р. Ђуро
- Драгишић, А. Илија — Илкан
- Драгишић, В. Илија
- Драгишић, Ђ. Илија
- Драгишић, П. Илија
- Драгишић, С. Илија
- Драгишић, Д. Јован
- Драгишић, П. Јован
- Драгишић, С. Јово
- Драгишић, А. Лазо
- Драгишић, Д. Лазо
- Драгишић, С. Милан
- Драгишић, Миле
- Драгишић, Ђ. Никола
- Драгишић, Н. Никола
- Драгишић, П. Никола
- Драгишић, П. Никола
- Драгишић, Н. Петар
- Драгишић, С. Перо
- Драгишић, Д. Раде
- Драгишић, Р. Раде
- Драгишић, Д. Саво
- Драгишић, С. Саво
- Драгишић, С. Симо
- Драгишић, Д. Стеван — Стево
- Драгишић, Н. Стеван — Стево
- Драгишић, Ј. Стеван
- Драгишић, Н. Стеван
- Драгишић, Стево
- Драгосављевић, Станко
- Драгутиновић, Брана
- Дробац, Богдан
- Дробац, Влада
- Дробац, Никола
- Дробац, Раде
- Дубајић, Ђ.
- Дувњак, Војислав
- Дувњак, Душан — Стари
- Дувњак, Марко
- Дувњак, Михаило
- Дувњак, Ненад
- Дувњак, Светко — Ћеле
- Дујаковић, Никола
- Дукић, Душан
- Дучић, Војин
- Дучић, Јован
- Дучић, Михајло
- Дурбаба, Илије — Тоде
- Дурбаба, Ђуро
- Дурбаба, Сава

## Ђ
- Ђакушић, Драго
- Ђакушић, Жарко
- Ђакушић, Јово
- Ђекић, Радомир — Ђедо
- Ђилас, Петар
- Ђонлић, Дражо
- Ђоновић, Јован
- Ђујић, Бошко
- Ђујић, Глишо
- Ђујић, Момчило
- Ђукић, Божо
- Ђукић, Јошо
- Ђукић, Милан
- Ђукић, Мића
- Ђукић, Никица
- Ђукић, Петар — Перица
- Ђукић, Свето
- Ђумић, М. Душан
- Ђумић, А. Милан
- Ђумић, М. Саво
- Ђурђевић, Ђуро
- Ђурић, Божо
- Ђурић, Бранко
- Ђурић, Војко
- Ђурић, Јово
- Ђурић, К.
- Ђурић, Милош
- Ђурић, Раде
- Ђурић, Спиро
- Ђурић, Трифун

## Ж
- Ждеро, Стеван
- Жегарац, Дане
- Жегарац, Спасеније
- Живановић, Драгомир
- Живановић, Миленко
- Живановић, Сергије
- Живковић, Брана
- Живковић, Ратко
- Жмико, Саво
- Жујовић, Младен

## З
- Заворовић, Миливоје
- Загорац, Ђуро
- Загорац, Мирко
- Зјалић, Гојко
- Зорић, Драган
- Зорић, Милан
- Зорић, С. Милош
- Зорић, Раде
- Зорић, Свето
- Зукановић, Никица

## И
- Иванковић, Стојан
- Иванковић, Урош
- Иванчевић, Томица
- Ивић, Богдан
- Ивекић, Јово
- Иветић, Милош
- Игленџа, Божо
- Игленџа, Милан
- Иковац, Пилип
- Илијић, Вељко
- Илић, Душан
- Илић, Илија
- Илић, Јован
- Илић, Љубан
- Илић, Марко
- Илић, Милош
- Илић, Никола — Никица
- Илић, Обрад
- Илић, Стеван — Жућа
- Илић, Тоде
- Илић, Трифун
- Ињац, Илија
- Ињац, Јован

## Ј
- Јакшић, Душан
- Јакшић, Јовиша
- Јакшић, Мирко
- Јакшић, Радован
- Јанков, Иво
- Јанковић, Владета
- Јанковић ,Љубомир
- Јањетовић, Љуба
- Јевђевић, Доброслав
- Јевтић, Илија
- Јелача, Давид
- Јелача, Никола
- Јеличић, Анте
- Јерковић, Марко
- Јерковић, Петар
- Јованић, Давид
- Јовановић, Милан
- Јовановић, Перица
- Јовановић, Рајко
- Јованчевић, Милан
- Јованчевић, Марко
- Јованчевић Зекић, Тодор-Тоша
- Јованчевић Зекић, Сава-Сакан
- Јованчевић Зекић, Петар-Пепић
- Јованчевић Зекић, Трифун-Тришкан
- Јованчевић, Алекса
- Јованчевић Зекић, Урош
- Јоветић, Милан
- Јовчић, Бранко
- Јовић, Душан
- Јовић, Илија
- Јојић, Мићо
- Јокић, Г. Милан
- Јокић, Спиро
- Јокић, Н. Стево
- Јочић, Ицо
- Јочић, Иле
- Јочић, Раде

## К
- Кабуриновић, Маринко — Лугоња
- Кангрга, Стево
- Капетановић, Миодраг — Миле
- Карабуха, Младен
- Карановић, Браца
- Карановић, Ђорђе — Ђукина
- Караулић, Здравко
- Караџић, Велимир
- Карна, Илија
- Касабић, Миле
- Катић, Бошко
- Катић, Илија
- Катић, Илија
- Катић, Милан
- Катић, Милош
- Катић, Мирко
- Катић, Петар
- Кашић, Александар
- Кашић, Крсто
- Кашић, Петар
- Кашић, Филип
- Кењало, Никола
- Кесић, Боро
- Кесић, Веселин — Весо
- Кесић, Владе
- Кесић, Душан
- Кесић, Ђуро
- Кесић, Јова
- Кесић, Лазар
- Кесић, Лука
- Кесић, Мане
- Кесић, Обрад
- Кецман, Драго
- Кецман, Лазо
- Кецман, Миле
- Кецман, Никица
- Кецман, Перо
- Кеча, Јово
- Кеча, Милан
- Кеча, Неђо
- Кнежевић, Аћим
- Кнежевић, Ђуро
- Кнежевић, Здравко
- Кнежевић, Иле
- Кнежевић, Илија
- Кнежевић, Милан
- Кнежевић, Неђо
- Кнежевић, Никола
- Кнежевић, Никола
- Кнежевић, Стеван
- Ковачевић, Виђен
- Ковачевић, Душан
- Ковачевић, Ђуро
- Ковачевић, Миле
- Ковачевић, Славко
- Колак, Дмитар
- Колар, Пајо
- Константиновић, М.
- Кончар, Раде
- Кончар, Стеван
- Корица, Ђуро
- Косановић, Вујо
- Косановић, Ђуро
- Косијер, Милош
- Костур, Никола
- Кошевић, Милош
- Крагујевац, Мане
- Крагуљ, Јован
- Краљ, Коста
- Кречак, Мирко
- Кривокућа, Јово
- Кривошевић, Митар
- Кривошић, Дмитар
- Кривошић, Лука
- Крлић, Божо
- Крлић, Милан — Мићо
- Крлић, П. Мирко
- Крлић, Н. Никола
- Крлић, Н. Томо
- Крнета, Војко
- Крнета, Ђуро
- Крнета, Лазар
- Крнета, Никола
- Крнета, Симо
- Крњулац, Србобран
- Крстановић, Васо
- Кубот, Милош
- Кукобат, Ђуро
- Кукобат, Раде
- Кукобат, Тома
- Курбалија, Милан

## Л
- Латиновић Василија Драго
- Лазаревић, Милоје
- Лазић, Илија
- Лазић, Никола
- Лакић, Божо
- Лаковић, Петко
- Лалић, Љубо
- Латиновић, Љупко
- Лончар, Душан
- Лончар, Никола
- Лончар, Стеван
- Лукета, Александар
- Лукић, Дане
- Лукић, Дмитар
- Лукић, Душан
- Лукић, Д. Душан
- Лукић, Душан — Шпирић
- Лукић, Илија
- Лукић, Илија — Исина
- Лукић, Ш. Илија
- Лукић, Исо
- Лукић, Јаков
- Лукић, С. Миле
- Лукић, Милкан
- Лукић, Ј. Милош
- Лукић, Михаило — Мићо
- Лукић, Д. Љубомир
- Лукић, Д. Никола
- Лукић, Никола
- Лукић, Павле
- Лукић, Петар
- Лукић, И. Петар
- Лукић, Саво
- Лукић, Д. Саво
- Лукић, И. Саво
- Лукић, М. Симо
- Лукић, Т. Спасеније — Спасе
- Лукић, Станко
- Лукић, Стево
- Лукић, П. Стево
- Лукић, С. Стево
- Лукић, Шпиро

## Љ
- Љаковић (Паљевић) Богдан
- Љубоја, Милојко
- Љубојевић, Јован
- Љубојевић, Јовица
- Љубојевић, Максим
- Љуна, Никола

## М
- Микеревић, Анђела — Анђа
- Мадарица, Спасоје
- Мажуранић, Саватије
- Мајсторовић, Ђуро
- Мајсторовић, Ранко
- Малеш, Бранко
- Малеш, Јован
- Малеш, Мирко
- Малешевић, Бранко
- Малешевић, Војин
- Малешевић, Душан
- Малешевић, Константин
- Малешевић, Урош
- Мандић, Мане
- Мандушић, Алекс
- Мандушић, Анђелко
- Манић, Боро
- Манојло, Миланко
- Манојловић, Душан
- Манојловић, Јован
- Манојловић, Никола
- Манојловић, Милан
- Манојловић, Слободан
- Мараш, Војо
- Маријан, Миле
- Марић, Глишо
- Марић, Давид
- Марић, М. Душан
- Марић, П. Ђоко
- Марић, Здравко
- Марић, Илија
- Марић, Ј. Милан
- Марић, П. Мирко
- Марић, П. Момчило
- Марић, М. Пајо — Пајица
- Марић, М. Светко
- Марић, П. Тривун
- Маричић, Ј. Душан
- Маричић, Илија
- Маричић, П. Јандре
- Маричић, П. Јандрија
- Маричић, Јован
- Маричић, Милан
- Маричић, С. Никола
- Маричић, Петар
- Маркелић, Пантелија
- Маркош, Петар
- Маровић, Милан
- Мартић, Мирко
- Марчета, Симо-Вугоња
- Марчетић, Стеван
- Матијаш, Васко
- Матијаш, Д.
- Матијаш, Нане
- Матијевић, Милан
- Матијевић, Р.
- Мацакоња, Аранђел
- Мачевић, Крсте
- Машић, Петар
- Медаковић, Миле
- Миздрак, Драган
- Миздрак, Дамуш
- Миздрак, Ђуро
- Миздрак, Миле
- Мијовић, Новак
- Микић, Милија
- Милак, Петар
- Миланковић, Лазо
- Миленковић, Живко
- Миливојевић, Станко
- Милиновић, Бранко
- Милисављевић, Добросав
- Милић, Дамјан
- Милићевић, В.
- Миличевић, Владета
- Милојевић, Војо
- Милосављевић, М. Никола
- Милосављевић, Н. Ђуро
- Милошевић, Жарко
- Милошевић, Милорад — Мишо
- Милошевић-Негровић, Мишо
- Миљевић, Ћира
- Миодраг, Никола
- Мирић, Никола
- Мирковић, Никола
- Мирковић, П.
- Мирчета, Ђуро
- Михаиловић, Мирко
- Михајловић, Милојко
- Михић, Новак
- Мишковић, Јово
- Мишљан, Вујо
- Мјаковац, Стеван
- Младеновић, Живадин — Жика
- Момић, Душан
- Момчиловић, Миладин
- Мрмић, Јанко
- Мркић, Драган

## Н
- Недељковић, Марко — Рема
- Недељковић, Јово
- Ненадић, Милош
- Ненадић, Мирко
- Ненадић, Никола
- Ненадић, Перо
- Ненадић, Светко
- Ненадић, Урош
- Новаковић, Владо
- Новаковић, М. Владе
- Новаковић, Н. Дане
- Новаковић, О. Дане
- Новаковић, Душан
- Новаковић, М. Душан
- Новаковић, Жарко
- Новаковић, Ђорђе
- Новаковић, Ђуро
- Новаковић, Ђ. Јаков
- Новаковић, Јово
- Новаковић, Јово — Тишљар
- Новаковић, Т. Јово
- Новаковић, Ј. Љубиша
- Новаковић, Милан
- Новаковић, Т. Милан
- Новаковић, С. Мићо
- Новаковић, Милентије
- Новаковић, Мирко
- Новаковић, др. Никица — Лонго
- Новаковић, Никола
- Новаковић, Ј. Никола
- Новаковић, Ђ. Никола
- Новаковић, Р. Никола
- Новаковић, Павле
- Новаковић, Н. Павле
- Новаковић, Петар
- Новаковић, Симо
- Новаковић, М. Симо
- Новаковић, Н. Стево
- Новаковић, Тоде
- Новковић, Милан
- Новковић, Стево

## Њ
- Његован, Т. Ђуро
- Његован, Ђуро
- Његован, Урош

## О
- Облаковић, Алекса — Облак
- Обрадовић, Милан — Мићо
- Огњеновић, Милан
- Ожеговић, Јово
- Ожеговић, Милан — Миле
- Оклобџија, Милан — Мићо
- Омчикус, Пајица
- Опачић, Милан
- Орашњак, Лука
- Орашњак, Марко
- Орлић, Дане
- Оштрић, Лука
- Оштрић, Никола
- Оштрић, Илија

## П
- Павасовић, Никола
- Павић, Мићо
- Павићевић, Перо
- Павковић, П. Душан
- Павковић, Милан
- Павловић, Душан
- Палошевић, Миодраг
- Парац, Матија
- Париповић, Саво
- Паројчић, Ђуро
- Паројчић, Илија
- Паројчић, Никола
- Пауча, Дане
- Пауча, Јован
- Пауча, Милан
- Пашић, Бранко
- Пејиновић, Ђуро
- Пејновић, Ђуро
- Перишић, Војислав — Воја
- Петковић, Влајко
- Петровић, Никола
- Петровић, Раде
- Пешут, Мане
- Пиплица, Јово
- Плејо, Милан
- Плећаш, Ђуро
- Плећаш, Никола — Нитоња
- Плећаш, Стеван
- Плећаш, Стево
- Плећаш, Стево — Рољан
- Попић, Митар
- Поповић, Војин — Вук
- Поповић, Војислав
- Поповић, Луне
- Поповић, Марко
- Поповић, Милорад
- Поповић, Онисим
- Поповић, Павле — Пајо
- Поповић, Стево
- Презељ, Иван
- Преочанин, Илија
- Преочанин, Милан
- Преочанин, Лаура
- Пријић. Р.
- Прља, Никола
- Продановић, М. Јаков
- Продановић, Ленка
- Продановић, Никола — Нинчина
- Простран, Драшко
- Прпа, Александар — Ацо
- Прпа, Драган
- Прпа, Душан
- Прпа, Јово
- Прпа, Милан
- Прпа, Милош
- Прпа, Неђо
- Пупавац, Ђуро
- Пупавац, Јован
- Пупавац, С. Спасе
- Пурић, Божидар

## Р
- Радовановић, Огњен — Јаје
- Радаковић, Т. Војислав — Војо
- Радан, Душан
- Радан, Ђуро
- Радан, Ђ. Петар
- Радан, Ратко
- Радета, Славко
- Радета, Рако
- Радета, Ране
- Радиновић, Јово
- Радиновић, Марко
- Радиновић, Тоде
- Радић, Симо
- Радић, Рајко
- Радиша, Миле
- Радиша, Петар
- Радмановић, Михаило
- Радоја, Ђоко
- Радоја, Ђорђе
- Радоја, Милорад
- Радоја, Момчило
- Радоја, Ристо
- Радоја, Шпиро
- Радојловић, Милош (мајор Бонић)
- Радојчић, Ђуро
- Радош, Андрија
- Радусин, Дане
- Радусин, Душан
- Радусин, Томо
- Радусин, Ђуран
- Рађен, Душан
- Рађен, Раде
- Рађеновић, Гојко
- Рађеновић, Стеван — Бата
- Рађеновић, Стево
- Рајак, Никола
- Рајак Петар — Перо
- Рајиновић, Никола
- Рајковић, Реља
- Ракић, Мирко
- Раонић, Мићо
- Рацић, Миле
- Рацић, Михаило
- Рашета, Бошко
- Рашета, Брацо
- Рашић, Марко
- Ребић, Раде
- Репоја, Душан
- Репоја, Стеван
- Рибар, Мане
- Ристић, Предраг
- Рнић, Душан
- Рнић, Никола
- Родзјанко, Владимир
- Родић, Ђуро
- Родић, Илија
- Родић, Јован — Јоја
- Роквић, Мане
- Ромић, Крсто
- Рунић, Мићо
- Русић, Велимир

## С
- Сакић С. Тодор — Тоде
- Савић, Богољуб
- Савић, Душан
- Савић, Ђурађ
- Савић, Илија
- Савић, Јован
- Савић, Коста
- Савић, Милан
- Савић, Миле
- Савић, Светозар
- Савић, Тодор
- Самарџића, Ђуро
- Самарџија, Лазар — Лазина
- Самарџић, Милослав
- Санадер, Никола Никица
- Седлан, Петар
- Сеферовић, Урош
- Симић, Триша
- Сировица, Владимир
- Сировица, Гојко
- Сировица, Јован
- Сировица, Мирко
- Сировица, Шпиро
- Смиљанић, Брацо
- Смиљанић, Милан
- Смиљанић, Стево
- Смиљанић Душан
- Смољановић, Ђуро
- Совиљ, Б. Петар
- Совиљ, Петар — Перица
- Соколовић, Божидар — Божо
- Соколовић, Димче
- Солић, Бранко
- Срдић, Милан
- Сремац, Јован
- Станисављевић, Дане — Цицвара
- Станисављевић, Јово
- Станисављевић, Мирко
- Станисављевић, Тодор
- Станисављевић, Никица
- Станисављевић, Никола
- Станић, Бранко
- Станковић, Братислав
- Старчевић, П. Душан
- Стегњајић, Аћим
- Стегњајић, Милорад
- Степановић, Никола
- Стефановић, (капетан)
- Стипановић, Лука
- Стојаковић, Драган
- Стојаковић, Љубиша
- Стојаковић, Урош
- Стојанковић, Ђорђе
- Стојановић, Крста
- Стојанчевић, Ђорђо
- Стојсављевић, Ј. Божо — Мађинин
- Стојсављевић, Бранко — Ћевин
- Стојсављевић, Васо
- Стојсављевић, Владе
- Стојсављевић, Ш. Глишо
- Стојсављевић, Дане — Гуска
- Стојсављевић, Ђ. Дмитар
- Стојсављевић, Душан
- Стојсављевић, М. Душан
- Стојсављевић, Илија
- Стојсављевић, Илија — Иљтан
- Стојсављевић, Н. Илија
- Стојсављевић, С. Илија — Панић
- Стојсављевић, Исо
- Стојсављевић, Јандрија
- Стојсављевић, П. Љубиша
- Стојсављевић, Љубомир
- Стојсављевић, Марко — Бура
- Стојсављевић, Марко — Мате
- Стојсављевић, Д. Милан
- Стојсављевић, Г. Милош
- Стојсављевић, Ј. Милош
- Стојсављевић, Т. Милош
- Стојсављевић, Ш. Милош — Реља
- Стојсављевић, Мирко
- Стојсављевић, Милан
- Стојсављевић, П. Милан — Мићо
- Стојсављевић, Мирко
- Стојсављевић, Мићо
- Стојсављевић, Никола
- Стојсављевић, Д. Никола
- Стојсављевић, М. Никола
- Стојсављевић, Ђ. Никола
- Стојсављевић, Никица
- Стојсављевић, Обрад
- Стојсављевић, П. Раде
- Стојсављевић, Саво
- Стојсављевић, Д. Саво
- Стојсављевић, В. Симеон
- Стојсављевић, Симо — Симић
- Стојсављевић, Ј. Симо
- Стојсављевић, Спасе
- Стојсављевић, Л. Стеван
- Стојсављевић, П. Стеван
- Стојсављевић, Ј. Тодор — Тодина
- Стринић, Душан
- Студе, Марин (псеудоним: Милановић Милан)
- Ступар, Алекса
- Субашић, Лазар
- Судар, Иван
- Супељак, Миодраг
- Сучевић, Богдан
- Сучевић, М. Давид
- Сучевић, Душан
- Сучевић, Д. Јандрија
- Сучевић, М. Марко
- Сучевић, С. Милан
- Сучевић, Миле
- Сучевић, М. Миле
- Сучевић, Стево

## Т
- Тадић, Аца
- Тановић, Раде
- Таталовић, Раде
- Терзић, Дмитар
- Тинтор, Ђуро
- Тинтор, Никола
- Тица, Илија
- Тица, Раде
- Тодоровић, Благоје
- Тодорчевић, Чедо
- Томашевић, Михаило
- Томић, Богољуб — Божо
- Томић, Бранко
- Томић, Мићо
- Тонковић, Стеван
- Торбица, Бранко
- Торбица, Војо
- Торбица, Ђ. Дане — Дајан
- Торбица, С. Илија
- Торбица, Ђ. Илија — Илица
- Торбица, Ђ. Јован — Јошо
- Торбица, Јово
- Торбица, Ђ. Милан
- Торбица, Ђ. Милан — Миља
- Торбица, Ј. Милан — Миле
- Торбица, М. Милан
- Торбица, Миленко
- Торбица, Милош
- Торбица, А. Милош
- Торбица, А. Никола
- Торбица, Пајо
- Торбица, Петар
- Торбица, Перо
- Торбица, А. Саво
- Торбица, Свето
- Торбица, С. Симо — Јаруга
- Торбица, С. Стеван
- Торбица, Ђ. Стеван — Стево
- Торбица, Ђ. Тоде
- Травар, Анђелко
- Травар, Дмитар
- Травар, Мирко
- Травар, Шпиро
- Триван, Драган
- Триван, Перо
- Тривић, М.
- Тривуновић, Вита
- Трикић, Мићо
- Трикић, „Тицо”
- Трифуновић, Ђуро
- Трифуновић, Илија — Бирчанин
- Трифуновић, Милан — Миша
- Трифуновић, Светислав
- Трифуновић, Симо
- Трифуновић, Тоде
- Тркуља, Коста
- Тркуља, Никола

## Ћ
- Ћалић, Гојко
- Ћорић, Мирко
- Ћосић, Бранко
- Ћосић, Стево
- Ћук, Ј. Милан
- Ћук, Никола
- Ћулумовић, Максим
- Ћурчић, Петар
- Ћућуз, Марко — Маркица
- Ћућуз, Миладин
- Ћућуз, Никола

## У
- Угринић, Р.
- Узелац, И. Ђуро
- Узелац, Ђуро
- Узелац, Раде
- Узунчевић, Димитрије

## Ф
- Фотић, Константин

## Х
- Хорват, Младен

## Ц
- Цветић, Никола
- Цвијетић, Петар
- Цвјетићанин, Велимир
- Цвјетићанин, Милан
- Цигановић, Светозар
- Црљеница, Марко
- Цупаћ, Раде
- Цупаћ, Стево

## Ч
- Челебићанин, Стеван
- Челик, Влада
- Челик, Петар
- Ченић, Синиша
- Четник, Мијо
- Чешљевић, Слободан
- Чича, Петар
- Чолаковић, Никола — Никица
- Чорак, Брацо Саво
- Чорак, Вељко
- Чудић, Владимир — Владо
- Чудић, Мане

## Џ
- Џалић, Драгутин

## Ш
- Шаре, Саво
- Шарић, (Љубомира) Јован из Какња
- Шарић, Раде
- Шарац, Никола
- Швоња, Лука
- Швоња, Михајло-Мићентија
- Швоња, Трифун
- Швоња, Милан
- Швоња, Стеван
- Швоња, Лазар
- Швоња, Јеремија
- Швоња. Л, Војин
- Швоња, Славко-Славица
- Швоња, Максим
- Швоња, Дмитар
- Швоња, Шпиро
- Шево П. Миле
- Шево, Саво
- Шегрт, Никола
- Шејат, Ђуро
- Шијан, Душан
- Шијан, Милан
- Шијан, Милош
- Шијан, М. Петар
- Шименц, Мирослав
- Шипка, Никола
- Шкорић, М. Никола
- Шкрба, Никола
- Шкрбић, Никола
- Шкундрић, Н. Драган
- Шкундрић, С. Ђуро
- Шкундрић, Д. Саво
- Шкундрић, Ј. Светко
- Шкундрић, М. Симо
- Шљивар, Славко
- Шормаз, Стеван
- Шормаз, Бошко
- Шормаз, Владе
- Шормаз, Милан
- Шошкић (право презиме: Илић), Давид
- Штетић, Душан
- Штетић, Илија
- Шујица, Милан
- Шујица, Н. Пајо
- Шућур, Милутин
- Шушњар, Мане